# أسامة التكريتي
أسامة التكريتي ولد في مدينة تكريت العراقية عام 1939 تخرج من كلية الطب بجامعة بغداد عام 1963، أكمل دراسته العليا في جامعة لندن، وتخصص في الأشعة التشخيصية، وانضمّ إلى جماعة الإخوان المسلمين في العراق عام 1952 وخرج من العراق عام 1972 حيث ترأس جماعة الإخوان المسلمين العراقية، انتقلَ للعمل في الإمارات، ثم عاد إلى بريطانيا سنة 1411 هـ وتولّى إدارة عمل العموم الإسلامي، توجّهَ إلى العراق سنة 1424 هـ فأصبح عضوًا في مجلس النواب العراقي وأصبح يوم 25 أيار سنة 2005 رئيساً للحزب الإسلامي العراقي . وابنه هو أنس التكريتي.

## لقاءاته على قناة الجزيرة
- برنامج بلا حدود:
  1. رؤية الحركة الإسلامية لمستقبل العراق تحت الاحتلال الأميركي، د. أسامة التكريتي: المراقب العام للإخوان المسلمين في العراق، 14 مايو 2003م
  2. د. أسامة التكريتي، رئيس الحزب الإسلامي العراقي - الإسلاميون في العراق، 2 فبراير 2000م
- برنامج مباشر مع:
  1. الانتخابات البرلمانية وأزماتها على يوتيوب، فبراير 2010